# Ниязова, Айгуль Калимуллаевна
Айгуль Калимуллаевна Ниязова (09.11.1978) — Оперная певица, ведущая солистка театра «Астана Опера», Заслуженный деятель Казахстана.

## Биография
В 1997 г. поступила в консерваторию им. Курмангазы по специальности «Оперное пение» в класс профессора, Народной артистки Казахстана Хорлан Калиламбековой, продолжила учебу в Казахской национальной академии музыки, а по ее завершении в 2001 поступила и в 2003 году окончила аспирантуру. В 2000 году была принята стажером в Национальный театр оперы и балета им. К. Байсеитовой; с 2001 г. — ведущая солистка. Дважды прошла стажировку в Италии: в театре Перголези-Спонтини и в Академии Ла Скала с маэстро Миреллой Френи и Лучиана Серра (2007, 2010).
С 2013 года — ведущая солистка оперы ГТОБ «Астана Опера». Участвовала в Международном оперном фестивале «ТЮРКСОЙ» (2004, 2008, 2019).В рамках мирового турне театра «Астана Опера» выступала на таких знаменитых сценах, как Карнеги-холл (Нью-Йорк, США), Sony Centre for the Performing Arts (Торонто, Канада), Опера Бастилия (Париж, Франция), Stadsschouwburg (Антверпен, Бельгия), Концертный зал De Doelen (Роттердам, Нидерланды), а также «Новая опера» (Москва), Саратовский академический театр оперы и балета и др. По приглашению Театра Карло Феличе исполнила партию Мими в постановке режиссера Этторе Скола в опере «Богема» Дж. Пуччини (2015). По приглашению Большого Театра Беларуси исполнила партию Чио-Чио-сан в опере «Мадам Баттерфляй» Дж. Пуччини (2016).
По приглашению Азербайджанского театра оперы и балета им. М. Ф. Ахундова исполнила партию Чио-Чио-сан в опере «Мадам Баттерфляй» Дж. Пуччини (2017). В рамках Первого международного оперного фестиваля им. Д.Хворостовского (Красноярск, 2019) участвовала в гастрольном спектакле «Евгений Онегин» П. И. Чайковского (партия Татьяна).
Работала с известными дирижерами — Фуатом Мансуровым, Толепбергеном Абдрашевым, Аланом Бурибаевым, Джузеппе Акуавива, Марко Боэми, Виктор Плоскина и др.

## Репертуар
Сара («Биржан — Сара» М. Тулебаева)
Ажар («Абай» А. Жубанова, Л. Хамиди)
Карлыгаш («Кыз Жибек» Е. Брусиловского)
Татьяна («Евгений Онегин» П. Чайковского)
Иоланта («Иоланта» П. Чайковского)
Аида («Аида» Дж. Верди)
Дездемона («Отелло» Дж. Верди)
Мими («Богема» Дж. Пуччини)
Манон («Манон Леско» Дж. Пуччини)
Софи («Вертер» Ж.Массне)
Графиня («Свадьба Фигаро» В. А. Моцарта)
Памина («Волшебная флейта» В. А. Моцарта)
Асами (Мюзикл «Астана» А. Серкебаева)
Чио-Чио-сан («Мадам Баттерфляй» Дж. Пуччини)
Микаэла («Кармен» Ж.Бизе)
Партия сопрано (Реквием В. А. Моцарта, «Мессия» Г. Ф. Генделя, Симфония № 9 Л.Бетховена)

## Награды и звания
1. Заслуженный деятель Казахстана
2. Гран-при Международного фестиваля творческой молодежи «Шабыт» (Астана, 2001);
3. лауреат I премии Международного конкурса вокалистов им. Н. Сабитова (Уфа, 2002);
4. лауреат I премии Республиканского конкурса вокалистов им. К. Байсеитовой (Астана, 2002);
5. дипломант Международного оперного фестиваля им. Л. Собинова (Саратов, 2003);
6. лауреат III премии Международного конкурса камерного исполнительства «Янтарный соловей» (Калининград, 2004).